# 東井文太
東井文太（とおい ぶんた）は、日テレアックスオン企画戦略センター所属。

## 経歴
日本テレビ放送網制作局→編成→営業推進を経て、再び制作局を復職。2018.6.1付情報・制作局CPに昇格。森實陽三、糸井聖一CPが担当していた一部の番組を、2019.6.1付で伊東修、横田崇CPが担当していた一部の番組を引き継ぎ、2021.6.1付で担当していた番組を原司、秋山健一郎、江成真二、倉田忠明CPに引き継いだ。

## 担当番組

### 現在
スペシャル
- 時代…マツコ
- 中居正広の【悲報】館
- 第7キングダム
- 3時のヒロインmeetsガールズクリエイター
- 恋する36時間
- コントミチ『ヤバいハートマーク』

### 過去

#### ディレクター
- ザ!鉄腕!DASH!!
- だんトツ!!平成キング（ロケ）
- 行列のできる法律相談所

#### 演出
- 真夜中の嵐

#### 企画・演出
- おすぎとピーコの金持ちA様×貧乏B様
- 金のA様×銀のA様

#### 営業
- 火曜サプライズ
- ガチガセ
- のどじまんTHEワールド!
- 芸人報道
- さんま&所の大河バラエティ!超近現代史!人間は相変わらずアホか!?

#### 営業推進
- 未来シアター
- TOKYOヒットガール

#### 編成
- 100日劇場
- 全力!Tunes
- EXILE GENERATION
- 夜遊び三姉妹
- スター☆ドラフト会議
- 好きになった人
- 中居正広のザ・大年表

#### 編成担当プロデューサー
- 世界最強の勇者たち

#### プロデューサー
- ミヤブレ!ジョーカー
- しか〜も!!
- さんま&SMAP!美女と野獣のクリスマススペシャル

#### チーフプロデューサー
- 1億人の大質問!?笑ってコラえて!（2018.5まで(統括)プロデューサー）
- ナカイの窓（2018.5まで(統括)プロデューサー）
- 世界まる見え!テレビ特捜部
- ダウンタウンのガキの使いやあらへんで!
- ぐるぐるナインティナイン
- 新・日本男児と中居
- キミモテロッジ〜家づくりで声優オーディション!?〜
- 踊る!さんま御殿!!（以前はディレクター）
- ウチのガヤがすみません!
- 今夜くらべてみました
- アナザースカイⅡ
- 満天☆青空レストラン
- 笑点
- おしゃれイズム
- 人生が変わる1分間の深イイ話
- 全国高等学校クイズ選手権（第38回のみ）
- 内村&さまぁ〜ずの初出しトークバラエティ 笑いダネ
- 日テレ系お笑いの祭典 NETA FES JAPAN
- ひと目でわかる
- 女芸人No.1決定戦 THE W